# Port-sur-Saône
Port-sur-Saône é uma comuna francesa na região administrativa de Borgonha-Franco-Condado, no departamento de Alto Sona. Estende-se por uma área de 24,59 km². Em 2010 a comuna tinha 2 998 habitantes (densidade: 121,9 hab./km²).
Era chamada de Porto Abucino (em latim: Portus Abucini) durante o período romano.